# Facilitator
Facilitator är en möjliggörare, en person som arbetar med att hjälpa en grupp människor att arbeta mot ett gemensamt resultat. Facilitatorn koncentrerar sig på processen och lyssnar på alla inblandade för att ge rum åt de krafter som hjälper gruppen till samma mål. Facilitatorn fungerar bäst genom att vara neutral gentemot innehållet och utan formell makt. Facilitatorn behöver inte extra expertkunskap i själva sakfrågan och det kan även hjälpa att vara neutral ifall man inte har sakkunskap.

## Facilitator som informell roll
I en grupp kan en individ informellt fungera som facilitator. Ordning- och redarollen i en grupp (sekreterare, kassör) passar också naturligt ihop med en facilitatorroll, som då inte behöver vara utsagd. Att förena facilitatorrollen med ordföranderollen är möjligt men kräver extra omsorg i uppträdandet så att verkligen gruppen styr i sakfrågan. Facilitatorn ska försöka tolka gruppdeltagarns uppfattningar och ge förslag till sammanfattningar/lösningar. Dessa bör ses som avstämningar i ett lyssnande och inte som förslag till beslut vilket lätt sker om facilitatorn också är mötesordförande och då kan förstöra den önskade inlyssnande processen.  
Informella facilitatorer kan också framträda i lösare formationer än definierade grupper, till exempel inom en släkt eller inom ett grannskap.

## Facilitator som utpekad roll
Det finns en yrkesroll som facilitator som kan komma in en grupp för att hjälpa dem nå resultat. Den rollen agerar då som expert i gruppdynamik och förväntan på denna individ kan komma att försvåra den neutrala och icke-ledande roll i gruppen som är önskvärd för att fungera som en bra facilitator.
Facilitatorrollen finns också i större organisationer där det gäller att få ett antal delorganisationer att samarbeta mot samma mål/resultat. Då dessa typer av organisationer är vana att lösa denna typ av frågor med ren makt eller via projektformen, så blir rollen som facilitator extra utmanande då den neutrala och lyssnande stilen ofta upplevs som "svag" och facilitatorns personliga auktoritet då inte respekteras vilket krävs för att kunna framgångsrikt genomföra sitt arbete.
Facilitatorrollen nämns också ibland i utbildningssammanhang, där fokus är att underlätta för individer och grupper av individer att ta till sig den kunskap de behöver.